# Miguel Luque
Miguel Luque Ávila (Granollers, 21 de septiembre de 1976) es un deportista español que compite en natación adaptada. Ganó ocho medallas en los Juegos Paralímpicos de Verano entre los años 2000 y 2024.

## Palmarés internacional
| Juegos Paralímpicos | Juegos Paralímpicos     | Juegos Paralímpicos | Juegos Paralímpicos         |
| Año                 | Lugar                   | Medalla             | Prueba                      |
| ------------------- | ----------------------- | ------------------- | --------------------------- |
| 2000                | Sídney (Australia)      | Medalla de oro      | 50 m braza SB3              |
| 2004                | Atenas (Grecia)         | Medalla de oro      | 50 m braza SB3              |
| 2004                | Atenas (Grecia)         | Medalla de bronce   | 4 × 50 m estilos (20 ptos.) |
| 2008                | Pekín (China)           | Medalla de bronce   | 50 m braza SB3              |
| 2012                | Londres (Reino Unido)   | Medalla de plata    | 50 m braza SB3              |
| 2016                | Río de Janeiro (Brasil) | Medalla de plata    | 50 m braza SB3              |
| 2020                | Tokio (Japón)           | Medalla de plata    | 50 m braza SB3              |
| 2024                | París (Francia)         | Medalla de bronce   | 50 m braza SB3              |